# براين أندرسون (ملاكم)
براين أندرسون (بالإنجليزية: Brian Anderson)‏ مواليد 9 يوليو 1961 في شفيلد، هو ملاكم محترف بريطاني سابق صنّف ضمن فئة الوزن المتوسط بدأ مسيرته الاحترافية سنة 1980.

## إحصائيات
خاض خلال مسيرته 39 نزالا، فاز في 27 وتعادل في 3 وخسر في 9. فاز بالضربة القاضية في 14 نزالا.

## روابط خارجية
- براين أندرسون على موقع بوكس ريك (الإنجليزية) (registration required)